# Valea Moravei de Sus
Valea Moravei de Sus sau Valea Morava Superioară (în cehă Hornomoravský úval) este o zonă joasă⁠(d) și o mezoregiune⁠(d) geomorfologică a Cehiei. Se află în regiunile Olomouc și Zlín din Moravia. Numele său este dat de râul Morava care formează axa teritoriului. Este o zonă joasă fertilă cu agricultură intensivă, iar cel mai înalt vârf este Jelení vrch cu o înălțime de 345 metri deasupra nivelului mării.

## Geomorfologie
Valea Moravei de Sus este o mezoregiune a Subcarpaților⁠(d) Occidentali Exteriori din cadrul Subcarpaților Exteriori. Este o depresiune plină cu sedimente neogene și cuaternare. Zona joasă este în continuare subdivizată în microregiunile: Podișul Holešov, Munții Prostějov, Câmpia inundabilă a Moraviei Centrale și Podișul Uničov.
Zona este săracă în vârfuri. Este cea mai mare câmpie reală de pe teritoriul Cehiei, în care înclinația versanților nu depășește în mod constant 1°.
Cel mai înalt vârf este Horka (numit și Šumvaldská horka) aflat la 331 metri (1.086 ft) deasupra nivelului mării.

## Geografie
Teritoriul este alungit de la nord la sud. Lungimea maximă este de 85 km (53 mi) și lățimea este de aproape 30 km (19 mi). Zona joasă are o suprafață de 1.315 kilometri pătrați (508 mi2) și o altitudine medie de 226 metri (741 ft).
Zona conține multe râuri. Axa Văii Moravei de Sus formează râul Morava. Multe alte râuri se varsă în acesta; cei mai importanți afluenți din zonă fiind Bečva⁠(d), Romže⁠(d), Haná și Rusava.
Condițiile naturale adecvate au dus la fondarea a numeroase așezări în Valea Moravei de Sus. Cele mai populate orașe și localități situate în întregime pe teritoriul văii sunt Olomouc, Holešov, Uničov, Litovel, Hulín și Kojetín. Parțial situate pe teritoriul văii sunt Přerov⁠(d), Kroměříž, Otrokovice și Šternberk⁠(d).

## Vegetația și agricultura
Este zona cel mai puțin împădurită din Cehia, doar aproximativ 7% din teritoriu este acoperit de păduri.
Cea mai mare parte a suprafeței este ocupată de terenuri agricole. În Valea Moravei Superioare se află regiunea etnografică Haná⁠(d) care este considerată una dintre cele mai fertile părți ale Cehiei.

## Protecția naturii
Cea mai mare parte a Litovelské Pomoraví, o arie protejată din Republica Cehă, se află în Valea Moravei Superioare.